# 伊斯特沃内人
伊斯特沃内是公元1世纪时一个日耳曼部落的名称。

## 相关文献
最早的记录来自塔西陀和老普林尼 ，他们将其归为日耳曼人先祖中曼努的后裔之一。另外两个族群分别名为因格沃内和赫尔米诺。
尽管在罗马人的记录问世多个世纪后才出现，伊斯特沃内语低地法兰克语  （如荷兰语） 仍因与伊斯特沃内人分布地域相近而以之为名（尽管原始记录中的伊斯特沃内人所说的语言远早于现代伊斯特沃内语这一说法并不确定，但极有可能。当时定居于莱茵河畔的一些日耳曼人部落甚至可能不说日耳曼语）
塔西陀在日耳曼尼亚志中写道：
他们用古老的歌谣（这是他们唯一记述历史的方式）赞颂诞生于凡世的神图伊斯托及其子曼努，将其供奉为族群的先祖。他们认为曼努共有三个儿子，并分别称之为临海的因格沃内；内陆的赫尔米诺；及他们自己，伊斯特沃内。有些人凭着古代历史的模糊不清而推测神有多个后裔，并以此为这些族群增加了不少名号，比如玛尔西，加比利维，苏也维，凡底利，认为这些是真正实在的古名。
老普林尼的记述则认为日耳曼尼亚共有五个族群，其中定居在莱茵河畔的一支名为伊斯特沃内。
雅各布格林 在他的德国神话中提出伊斯卡沃内Iscaevones才是正确的名称：
日耳曼人的三个部落 因格沃内，伊斯卡沃内和赫尔米诺Ingaevones, Iscaevones and Herminones 的名字来源于三个英雄，即因戈，伊斯科和赫尔米诺Ingo, Isco, Hermino。

## 引用
1. ↑  Hammarström, Harald; Forkel, Robert; Haspelmath, Martin; Bank, Sebastian (编). . . Jena: Max Planck Institute for the Science of Human History. 2016.
2. 1 2  . （原始内容存档于2020-05-08）.
3. ↑  . （原始内容存档于2020-09-15）.